# Sarah Harding

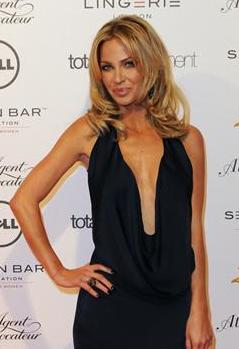
Sarah Harding (2012)

Sarah Nicole Harding (geb. Hardman; * 17. November 1981 in Ascot, Berkshire; † 5. September 2021 in Manchester) war eine britische Sängerin, Songwriterin, Tänzerin, Model und Schauspielerin, die als Mitglied der britischen Girlgroup Girls Aloud bekannt wurde.

## Jugendzeit
Harding wurde in Ascot, Berkshire, geboren und wuchs in Staines, Surrey, und Stockport, Greater Manchester, zusammen mit ihren beiden Halbbrüdern auf. Ihr Vater war Musiker und nahm sie schon im frühen Alter mit in Musikstudios und weckte so ihr Interesse an Musik. Sie besuchte von 1993 bis 1998 die Hazel Grove High School und später das Stockport College, wo sie Kosmetik studierte. Als sie 15 wurde, trennte sich ihr Vater von ihrer Mutter; von da an hatte sie keinen Kontakt mehr zu ihm.
Später arbeitete Harding in einem Nachtclub beim Stockporter Grand Central Leisure Park und ebenfalls als Kellnerin bei Pizza Hut sowie zeitweilig als Operatorin in einem Callcenter. Nebenher gab sie einige selbst organisierte Auftritte, um sich als Sängerin zu promoten. So sang sie in Pubs, Clubs und in Parks im Nordwesten Englands. 2002 nahm sie einige Dance-Songs auf. Anschließend bewarb sie sich bei der britischen Castingshow Popstars: The Rivals. Zudem bewarb sie sich bei der Castingshow Fame Academy, wo sie es allerdings nicht bis in die nächste Runde schaffte. Bei Popstars: The Rivals konnte sie dagegen direkt überzeugen.

## Karriere

### Girls Aloud

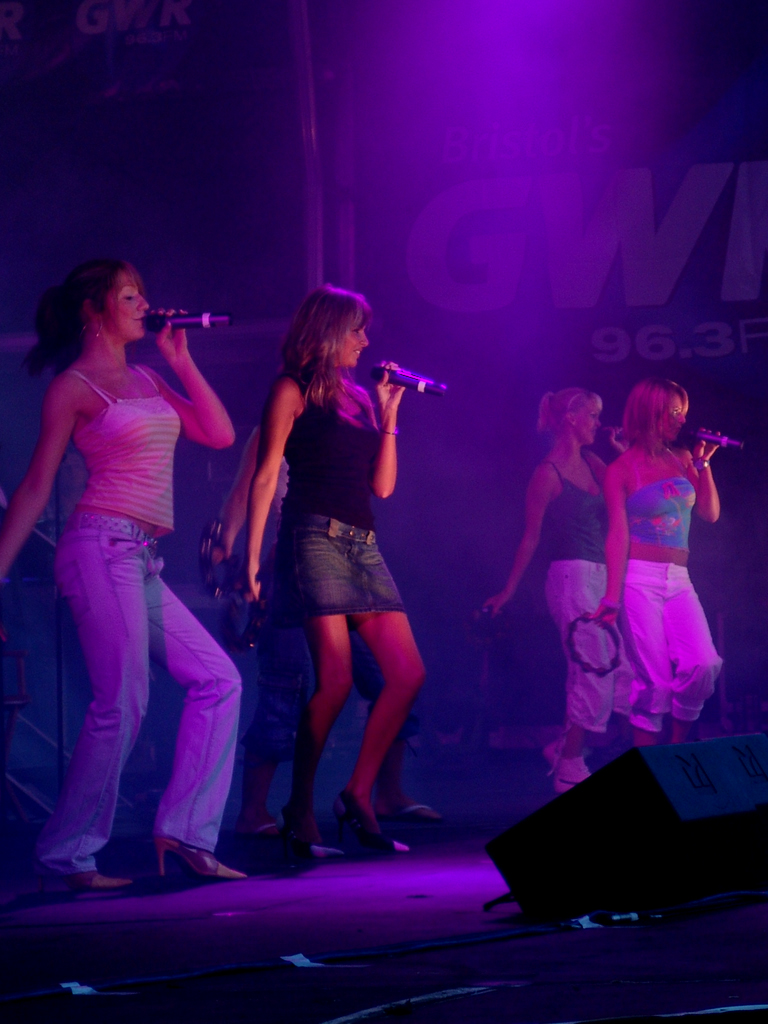
Harding auf Tournee mit ihren Girls-Aloud-Kolleginnen (2004)

Bei einem langwierigen Wettbewerb wurden Harding und weitere neun Frauen sowie zehn Männer von den Juroren Pete Waterman, Louis Walsh und Geri Halliwell für das Finale von Popstars auserkoren. Am 30. November 2002 formierte sich aus den letztlich übrigen Mädchen: Harding, Nadine Coyle, Cheryl Cole, Nicola Roberts und Kimberley Walsh die Girlgroup Girls Aloud.
Für die Band schrieb Harding zwei Songs, Hear Me Out – erschienen auf dem Album What Will the Neighbours Say? – und die B-Seite zur Single I Think We’re Alone Now namens Why Do It?.

### Solokarriere
2010 wurde Harding Besitzerin des Nachtclubs Kanaloa. Im März 2010 gab sie bekannt, dass sie an einem Solo-Album arbeite. Sie bezeichnete Lady Gaga als ihren größten Einfluss und ihre größte Inspiration. Das Album sollte Ende 2010 veröffentlicht werden, wozu es jedoch nicht kam. In einem Interview mit dem britischen Daily Mirror erklärte sie: „Ich schaue wirklich vorwärts, um Freiheit zu haben und meine eigene Sache zu machen. In der Band mussten wir uns selbst darauf einigen, was wir machen. Jetzt kann ich machen, was ich will.“ Sie nahm derweil drei Lieder für St. Trinians zweites Soundtrackalbum auf, mit den Titeln Too Bad, Make It Easy und Boys Keep Swinging. Sie arbeitete auch mit der Londoner Synthpopband Filthy Dukes für den Song Real Wild Child zum Soundtrack zu Wild Child (2008) zusammen.
Anfang August 2017 nahm Harding an der TV-Show Celebrity Big Brother teil und gewann sie.

## Weitere Tätigkeiten
Außerhalb von Girls Aloud unterschrieb Harding einen Modelvertrag über 100.000 Pfund Sterling mit Ultimo, damit folgte sie Penny Lancaster, Rachel Hunter und Helena Christensen.
Harding wurde das Gesicht der Coca-Cola-Zero-Kampagne in Irland und promotete mit ihren Girls-Aloud-Kolleginnen auch das Haarpflegeprodukt Sunsilk.
Im Dezember 2009 erschien Harding auf MTVs Sarah Harding in 24 hours. Um diesen Auftritt zu promoten, sprach sie beim Radio One mit Chris Moyles über das Special.

### Schauspielkarriere
Harding hatte ihren ersten Schauspielauftritt in der Filmkomödie Die Girls von St. Trinian (2007), in dem sie das Mitglied einer Schulband spielte, die aus den Girls-Aloud-Mitgliedern bestand. 2008 trat sie neben Donna Air und Claire Goose im Film Bad Day auf, wo sie ein brünettes Mädchen namens Jade Jennings verkörperte.
2009 war Harding in der britischen TV-Sendung Freefall zu sehen, wo sie die Sam mimte. Im gleichen Jahr spielte sie in Die Girls von St. Trinian 2 – Auf Schatzsuche als Roxy mit.

## Persönliches
2002 nahm Harding an einem Wettbewerb teil, um bei den High Street Honeys des FHM aufgenommen zu werden.
Harding war ab 2007 mit dem DJ Tom Crane liiert, ab 2010 verlobt, 2011 vorerst getrennt und 2012 abermals liiert sowie endgültig von Crane getrennt. 2012 hatte sie zudem eine kurzlebige Liaison mit dem Niederländer Theo de Vries sowie eine sechswöchige Affäre mit dem Schauspielkollegen Danny Dyer. 2014 zerbrach eine fast zweijährige Beziehung mit dem DJ Mark Foster. 2017 war sie in einer dreimonatigen Liaison mit dem US-TV-Star Chad Johnson, den sie im selben Jahr bei der gemeinsamen Celebrity Big Brother-Teilnahme kennengelernt hatte.
Im Oktober 2011 begab sich Harding wegen einer Alkoholabhängigkeit sowie wegen Schlafmittelmissbrauchs und Depressionen in ein Reha-Zentrum im südafrikanischen Kapstadt.
Am 26. August 2020 bestätigte Harding, dass bei ihr metastasierter Brustkrebs diagnostiziert wurde. Am 5. September 2021 erlag sie den Folgen der Krankheit im Alter von 39 Jahren im Kreise ihrer Familie.

## Filmografie (Auswahl)
- 2007: Die Girls von St. Trinian (St. Trinian’s)
- 2008: Bad Day
- 2009: Freefall
- 2009: Die Girls von St. Trinian 2 – Auf Schatzsuche (St. Trinian’s 2: The Legend of Fritton’s Gold)